# Fundação Hyatt
A Hyatt Foundtion, com sede em Chicago (Illinois, Estados Unidos), é uma fundação de carácter filantrópico, criada em 1 de março de 1979 pela Família Pritzker.